# Paulino Frydman
Paulino Frydman, nato Paulin Frydman  (Varsavia, 26 maggio 1905 – Buenos Aires, 2 febbraio 1982), è stato uno scacchista polacco naturalizzato argentino.
Nel 1955 la FIDE gli attribuì il titolo di Maestro internazionale.

## Principali risultati
Nel 1922 è stato secondo dietro a Kazimierz Makarczyk a Varsavia, nel 1925 secondo dietro a Dawid Przepiórka nel primo campionato polacco, nel 1927 5°-6° nel secondo campionato polacco (vinto da Akiba Rubinstein). Vinse quattro volte il campionato della città di Varsavia (1931, 1932, 1933 e 1936).
Nel 1934 è stato 3°-4° con Salo Flohr a Budapest (vinse Andor Lilienthal). Nel 1935 è stato 2°-3° con Najdorf nel campionato polacco (vinto da Savielly Tartakower). In ottobre 1935 vinse il torneo di Helsinki davanti a Paul Keres, con cui vinse lo scontro diretto . Nel 1939 si classificò secondo dietro a Najdorf nel torneo di Varsavia.
Dal 1928 al 1939 Frydman ha rappresentato la Polonia in 7 edizioni delle Olimpiadi degli scacchi, ottenendo complessivamente il 67% dei punti. Ha vinto nove medaglie: 4 individuali (argento nel 1945 e 1939, bronzo nel 1933 e 1937) e 5 di squadra (oro nel 1930, argento nel 1939, bronzo nel 1931, 1935 e 1937).
Nel settembre 1939, mentre si svolgevano le Olimpiadi di Buenos Aires, iniziò la seconda guerra mondiale e dopo il termine delle olimpiadi Frydman, come diversi altri giocatori europei (tra cui Najdorf e Gideon Stahlberg), decise di rimanere permanentemente in Argentina.